# Jezierzyce (województwo warmińsko-mazurskie)
Jezierzyce – wieś w Polsce, położona w województwie warmińsko-mazurskim, w powiecie iławskim, w gminie Iława.
Wieś leży nad jeziorem Jeziorak, kilka kilometrów na północ od Tynwałdu.
W latach 1975–1998 Jezierzyce należały administracyjnie do województwa olsztyńskiego.
Przed 2023 r. miejscowość była częścią wsi Tynwałd.